# Double team

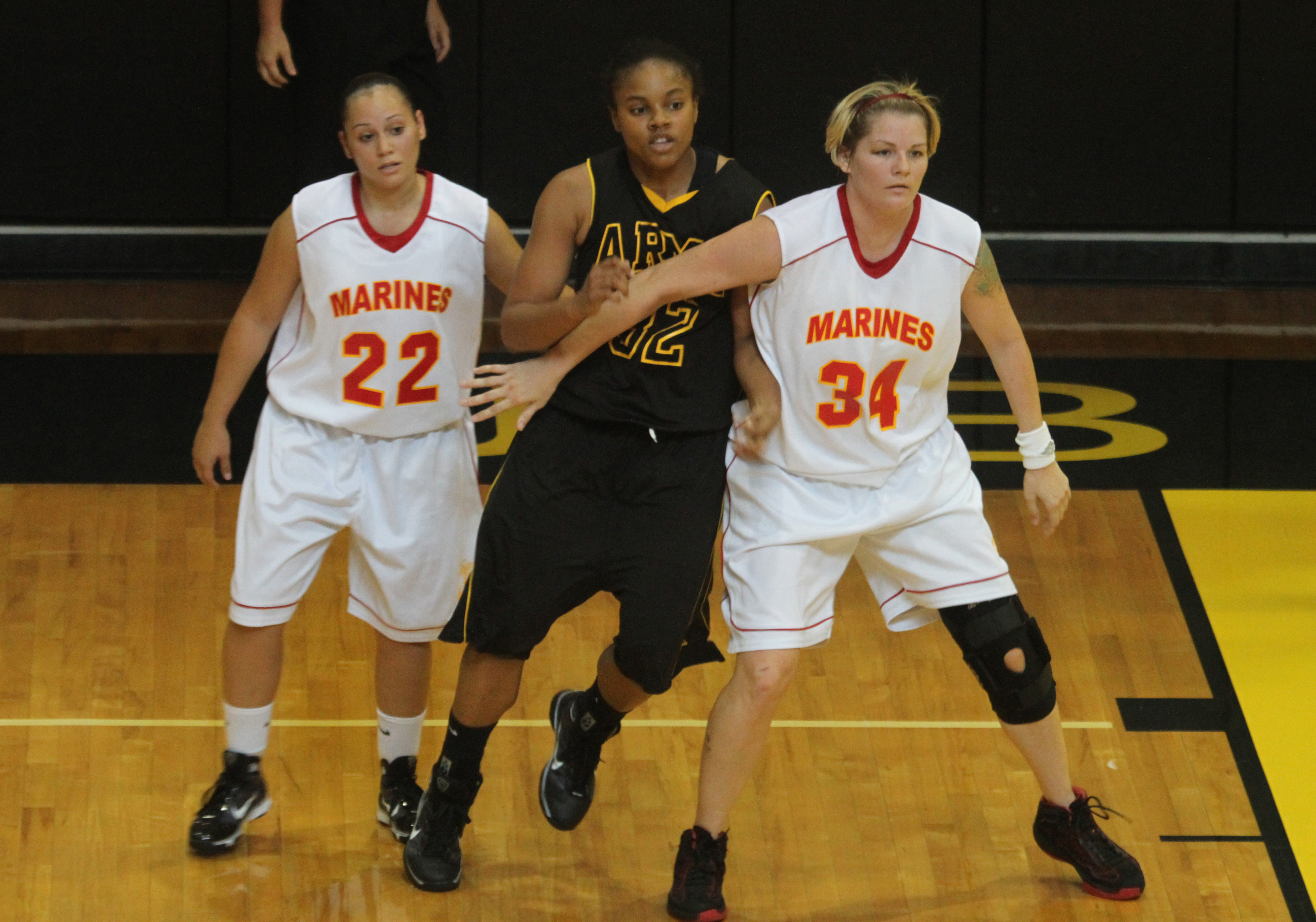
De zwarte speler wordt double teamed door twee witte spelers

Een double team (ook double-team, double teaming, of double-teaming) is bij basketbal een defensieve opstelling waarbij twee verdedigende spelers een aanvallende speler bewaken, zodat deze geen punt kan maken. Door de druk op te voeren hoopt men dat de speler dan een fout maakt, de bal kwijtraakt of de bal afgeeft.
De twee verdedigers proberen de aanvallende speler ergens op het veld klem te zetten en eventuele vluchtroutes af te snijden. Omdat het toewijzen van twee verdedigers aan één aanvallende speler een andere aanvallende speler onbewaakt laat, krijgt die laatste meer kansen om te scoren. Ook kan het voor de twee samenwerkende spelers een fysiek zware belasting zijn om iemand te bewaken.
Vaak wordt de tactiek toegepast tegen de beste spelers van de andere ploeg. Bekende spelers die vaak een double team kregen waren Michael Jordan en Stephen Curry vanwege hun aanvallende bekwaamheid en scorend vermogen. Het intensieve gebruik van double-teaming zou ook mede komen door het spel van Jordan, die soms zelfs met een triple-team werd bewaakt tijdens een wedstrijd.

## Andere sporten
Ook in het voetbal en hockey komt double teaming voor waar twee verdedigers een aanvallende speler bewaken. Daar wordt dit dubbele mandekking genoemd.